# Odontomyia quadrinotata
Odontomyia quadrinotata är en tvåvingeart som beskrevs av Friedrich Hermann Loew 1857. Odontomyia quadrinotata ingår i släktet Odontomyia och familjen vapenflugor.
Artens utbredningsområde är Moçambique. Inga underarter finns listade i Catalogue of Life.